# Шотландский сеттер
Шотландский сеттер, или чёрно-подпалый сеттер, или гордон (англ. gordon setter), — охотничья порода собак. Выведена на основе старинных английских чёрно-подпалых собак. Полностью порода сложилась к 1860 году. При создании породы применялась метизация с другими сеттерами, а также с пойнтером. Стандарт утверждён в 1988 году.

## Характеристика породы
Выносливая, настойчивая собака, способна работать в любой местности. Имеет хорошее чутье. Нуждается в терпеливой дрессировке.

## Содержание и уход
Достаточно хорошо приспособлена для жизни в квартире. Требуются пространство для развития и активные физические упражнения. Необходимо регулярно вычесывать шерсть.

## Шотландские сеттеры в культуре
- В 1977 году на экраны вышел фильм «Белый Бим Чёрное ухо» по одноимённой книге Гавриила Троепольского — история шотландского сеттера необычного окраса по кличке Бим (в качестве шотландского сеттера-альбиноса снимался английский сеттер).